# Elkie Brooks

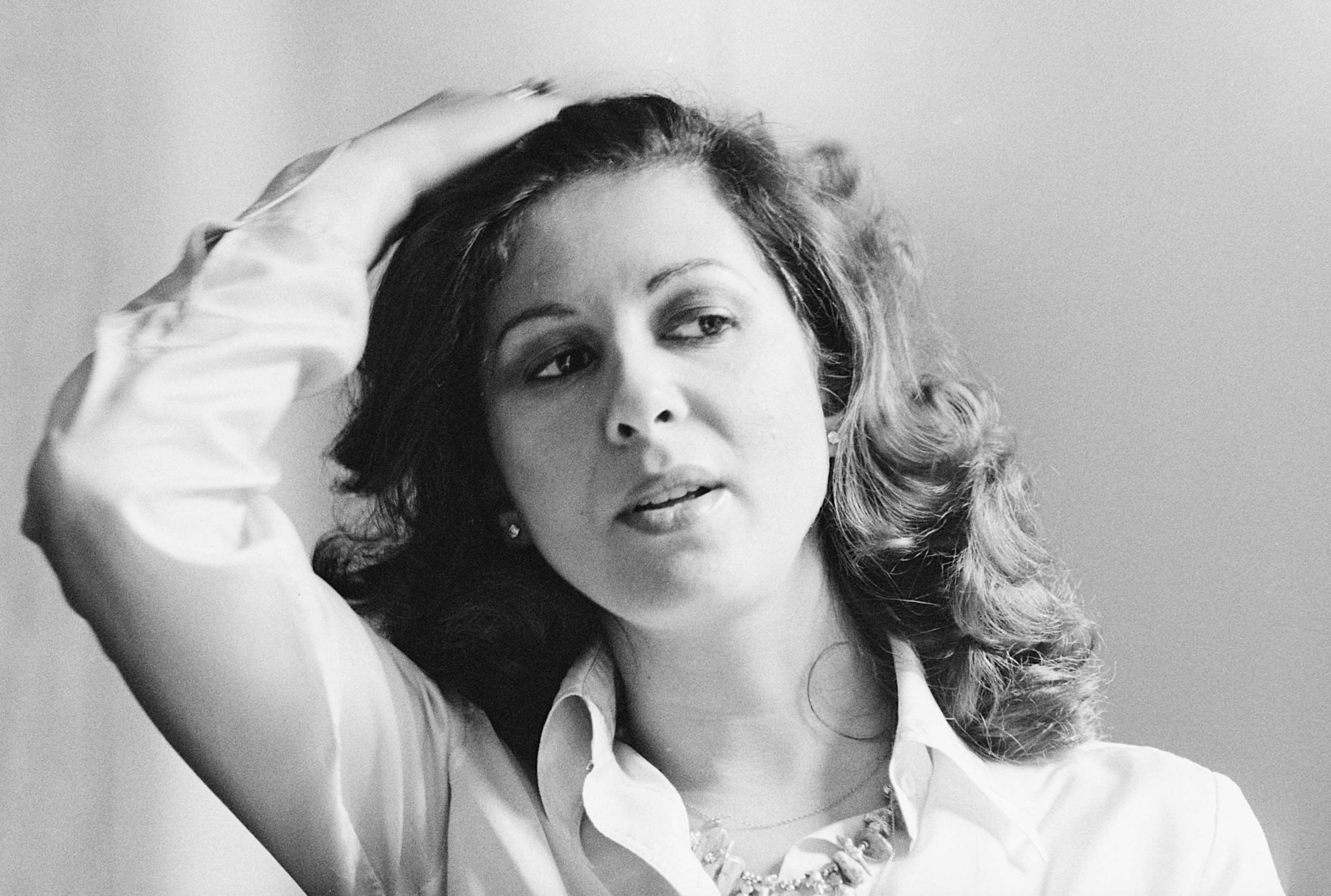
Brooks in Amsterdam, 1977

Elkie Brooks (nacida Elaine Bookbinder, 25 de febrero de 1945) es una cantante británica, reconocida por haber sido vocalista de las bandas Dada y Vinegar Joe y por haber publicado una gran cantidad de discos como artista en solitario.

## Carrera
Consiguió su mayor reconocimiento a finales de los años setenta y comienzos de los años ochenta, y fue nominada en dos ocasiones a los Brit Awards. Es popular por sencillos como "Pearl's a Singer", "Lilac Wine", "Don't Cry Out Loud", "Fool (If You Think It's Over)" y "No More the Fool", y por el álbum Pearls. Generalmente es conocida como la "Reina Británica del Blues".
En abril de 2012, Brooks ha lanzado más álbumes que han alcanzado el top 75 de las listas de éxitos británicas que ninguna otra artista femenina en la historia.

## Vida personal
A mediados de los años 1970, Brooks estuvo casada con el guitarrista Pete Gage. En 1978 contrajo matrimonio con el ingeniero de sonido Trevor Jordan. Aún están casados, y viven en Devon. Tienen dos hijos, Jermaine (1979) y Joseph (1986).

## Discografía
- Rich Man's Woman (1975)
- Two Days Away (1977)
- Shooting Star (1978)
- Live and Learn (1979)
- Pearls (1981)
- Pearls II (1982)
- Minutes (1984)
- Screen Gems (1984)
- No More the Fool (1986)
- Bookbinder's Kid (1988)
- Inspiration (1989)
- Pearls III (1991)
- Round Midnight (1993)
- Nothin' but the Blues (1994)
- Circles (1995)
- Amazing (1996)
- Shangri-La (2003)
- Trouble in Mind
- Electric Lady (2005)
- Powerless  (2009)